# Cap Saint-Charles
Cet article possède un paronyme, voir Cap Charles.
Le cap St. Charles est le cap le plus oriental du Canada situé au Labrador dans la péninsule du Québec-Labrador.

## Géographie
Le cap St Charles s'avance aux limites de la mer du Labrador et de l'océan Atlantique. Il marque les limites orientales du détroit de Belle Isle au nord du golfe du Saint-Laurent.
La localité de Battle Harbour est située à une dizaine de kilomètres au Nord de ce cap. 